# 1970-es magyar öttusabajnokság
Az 1970-es magyar öttusabajnokságot május 10. és 14. között rendezték meg. A viadalt Balczó András nyerte meg, akinek ez volt a nyolcadik egyben utolsó egyéni bajnoki címe. A csapatversenyt -melyben a kizárások miatt csak egy értékelhető teljesítmény volt- az Újpesti Dózsa nyerte.

## Eredmények

### Férfiak

#### Egyéni
| Hely | Név               | Klub          | Eredmény |
| ---- | ----------------- | ------------- | -------- |
| 1.   | Balczó András     | Csepel SC     | 5227     |
| 2.   | Bakó Pál          | Bp. Honvéd    | 5170     |
| 3.   | Móna István       | Bp. Honvéd    | 5069     |
| 4.   | Villányi Zsigmond | Csepel SC     | 5037     |
| 5.   | Horváth László    | Újpesti Dózsa | 4949     |
| 6.   | Kaiser László     | Bp. Honvéd    | 4904     |
| 7.   | Pethő László      | Újpesti Dózsa | 4884     |
| 8.   | Bodnár János      | Csepel SC     | 4760     |
| 9.   | Sárfalvi Béla     | Csepel SC     | 4705     |
| 10.  | Szabó László      | Bp. Honvéd    | 4686     |

#### Csapat
| Hely | Név                                     | Klub          | Eredmény |
| ---- | --------------------------------------- | ------------- | -------- |
| 1.   | Varga Pál, Pethő László, Horváth László | Újpesti Dózsa | 14 298   |